# Alusa Fallax
Gli Alusa Fallax, noti anche come Blizzard, sono stati un gruppo musicale rock progressivo italiano formato nel 1967 a Milano.

## Storia del gruppo
Il gruppo nacque a Milano nell'ottobre del 1967 dal precedente gruppo de Gli Adelfi, formato dai compagni di liceo Massimo Parretti alle tastiere, Giancarlo Vismara e Guido Gabet alle chitarre e dai fratelli Augusto e Guido Cirla, rispettivamente batterista e bassista.
Il primo singolo Dedicata a chi amo venne registrato nel 1967 su iniziativa di Cesare La Loggia, proprietario della West Side (per la quale suonavano anche I Trolls), che chiese un arrangiamento dell'Intermezzo della Cavalleria rusticana di Pietro Mascagni. Il lato B, Charleston 1923, nacque sull'onda del successo di Bonnie and Clyde. Oltre che dalla musica classica e sinfonica l'opera presentò anche influenze jazzistiche. Nel 1969, dopo la fine del liceo, Giancarlo Vismara lasciò il gruppo, sostituito dal più giovane dei fratelli Cirla, Mario Cirla. Grazie all'impresario Gianni Fonio di Novara, iniziarono a fare serate e a lavorare al secondo singolo, che venne pubblicato dall'etichetta West Side. in una particolare edizione con copertina con busta a manici La canzone sul lato A, Tutto passa, è tratta da una ballata pellerossa.
Parteciparono a numerosi festival, tra cui la terza edizione del Festival di musica d'avanguardia e di nuove tendenze nel 1973 e durante una di queste manifestazioni a Napoli nel 1974 vennero contattati da Cipri, responsabile della Fonit Cetra, che offrì al gruppo un contratto per la registrazione del loro album di debutto. Intorno alla mia cattiva educazione nasce come concerto sceneggiato e narra di un personaggio vittima di una educazione severa che poi si libera delle proprie inibizioni. Il disco ebbe un successo limitato, ma viene considerato «un album di palese spessore artistico» e «uno dei "classici" del progressive italiano», e venne presentato interamente durante i concerti effettuati in apertura al tour del 1974 dei Curved Air. Tra i motivi del modesto riscontro in termini di vendite viene citato dalla critica successiva il mancato sostegno promozionale fornito al disco come peraltro altri gruppi italiani dello stesso periodo.
Il gruppo continuò a suonare nei locali fino al 1977, quando realizzarono un singolo sotto il nome Blizzard. Nel 1979 il gruppo si scioglie e i suoi componenti abbandonarono l'ambiente musicale. Guido Cirla aprì uno studio da commercialista, Augusto Cirla uno studio legale, Mario Cirla uno studio di psicoanalisi, Massimo Parretti uno studio di audio per videoproduzioni e Guido Gabet diventò ingegnere informatico. I dischi degli Alusa Fallax, assieme a quelli di altri gruppi analoghi, fanno oggi parte degli oggetti di culto di un collezionismo internazionale che ha uno dei suoi mercati più fiorenti in Giappone. L'album Intorno alla mia cattiva educazione venne ristampato in CD nel 1994 e nel 2005 e in vinile nel 2008, ed è stato ristampato dalla Seven Seas/King (K25P428) in Giappone.

## Formazione
- Augusto Cirla – voce, batteria, flauto dolce
- Guido Gabet – chitarra, voce
- Guido Cirla – basso, voce
- Massimo Parretti – tastiera
- Mario Cirla – flauto, sassofono, corno, voce

## Discografia

### Album in studio
- 1974 – Intorno alla mia cattiva educazione

### Singoli
- 1967 – Dedicato a chi amo/Charleston 1923
- 1969 – Tutto passa/Cade una stella
- 1977 – La soffitta/Tu donna (pubblicato come Blizzard)